# ს
Sani (asomtavruli Ⴑ, nuskuri ⴑ, mkhedruli ს, mtavruli Ს) là chữ cái thứ 20 trong bảng chữ cái Gruzia.
Trong hệ thống chữ số Gruzia, ს có giá trị 200.
ს thường đại diện cho âm xát chân răng vô thanh Lỗi Lua trong Mô_đun:IPA tại dòng 52: invalid option '%T' to 'format'., giống như cách phát âm của ⟨s⟩ trong "see".

## Chữ cái
| asomtavruli | nuskuri | mkhedruli |
| ----------- | ------- | --------- |
|             |         |           |

## Mã hóa máy tính
| asomtavruli | nuskuri | mkhedruli |
| ----------- | ------- | --------- |
| U+10B1      | U+2D11  | U+10E1    |

## Chữ nổi
| mkhedruli |
| --------- |
|           |